# Ascaridida
Ordre

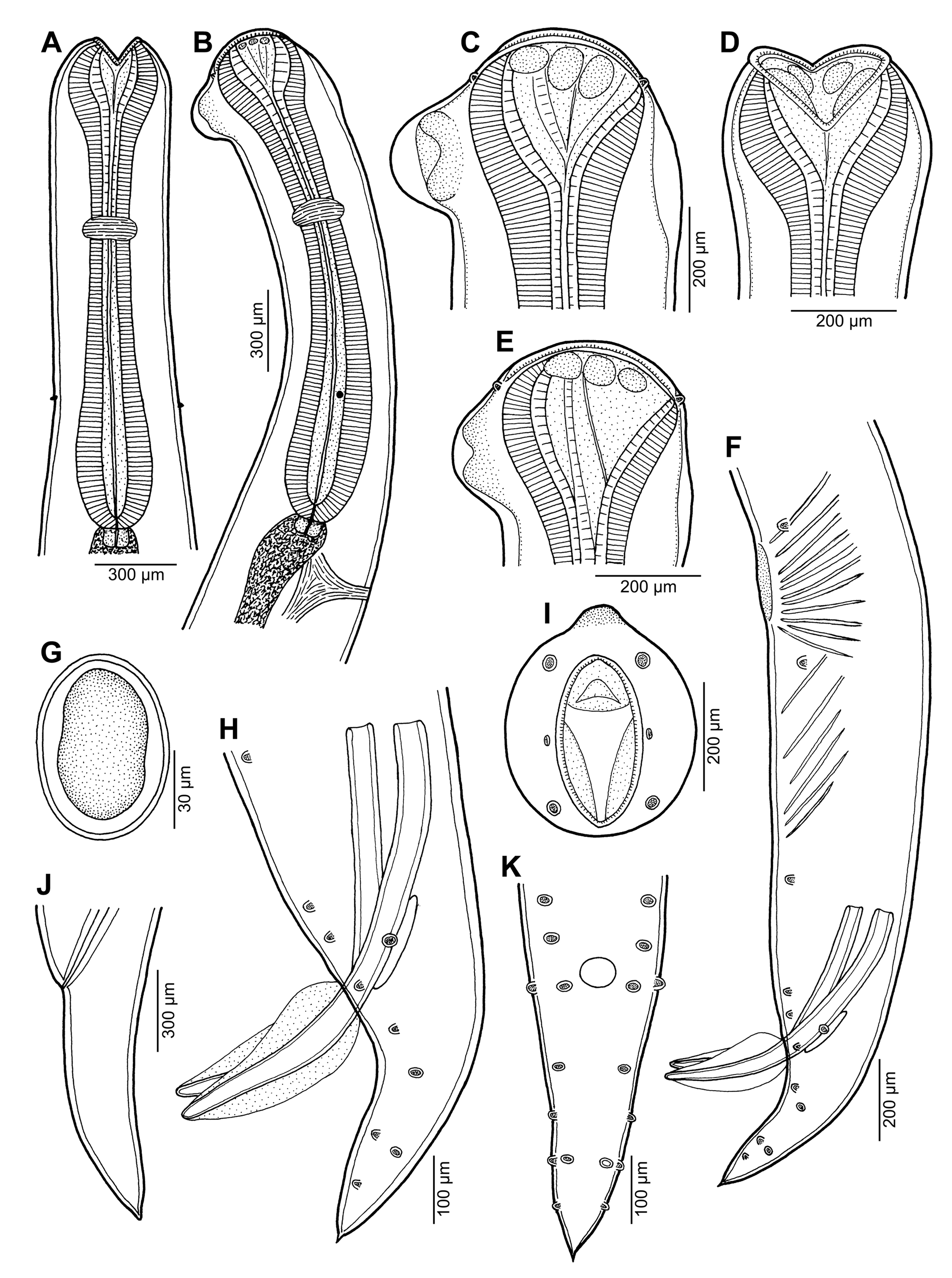
Cucullanus bulbosus, un Cucullanidae

Ascaridida est un ordre de nématodes (les nématodes sont un embranchement de vers non segmentés, recouverts d'une épaisse cuticule et menant une vie libre ou parasitaire). Il n'est pas accepté par WoRMS : World Register of Marine Species (24 juillet 2018).

## Liste des super-familles et familles
Selon NCBI (27 mars 2011) :
- super-famille des Ascaridoidea
  - famille des Anisakidae
  - famille des Ascarididae
  - famille des Heterocheilidae
  - famille des Quimperiidae
  - famille des Raphidascarididae
  - famille des Toxocaridae
- super-famille des Cosmocercoidea
  - famille des Cosmocercidae
  - famille des Kathlaniidae
- super-famille des Heterakoidea
  - famille des Ascaridiidae
  - famille des Aspidoderidae
  - famille des Heterakidae
- super-famille des Seuratoidea
  - famille des Cucullanidae

## Liste des familles
Selon ITIS (24 juillet 2018) :
- Acanthocheilidae
- Anisakidae
- Ascarididae
- Ascaridiidae
- Atractidae
- Cosmocercidae
- Crossophoridae
- Cucullanidae
- Dioctophymatidae
- Goeziidae
- Heterakidae
- Heterocheilidae
- Kathlanidae
- Maupasinidae
- Oxyuridae
- Quimperiidae
- Rhigonematidae
- Schneidernematidae
- Seuratidae
- Soboliphymatidae
- Subuluridae
- Thelastomatidae
- Toxocaridae